# 와타라이정
와타라이정(일본어: 度会町)은 일본 미에현 와타라이군의 정이다.

## 인접한 자치체
- 이세시
- 다키군 다키정, 오다이정
- 와타라이군 다마키정, 다이키정, 미나미이세정

## 역사
- 1955년 4월 1일 - 와타라이군 나카가와촌, 우치지로타촌, 오가와고촌, 이치노세촌 등 4개 촌이 합병해 와타라이촌이 되었다.
- 1968년 1월 1일 - 정으로 승격해 와타라이정이 되었다.

## 인구
| 연도 | 인구   | ±%     |
| ---- | ------ | ------ |
| 1920 | 8,696  | —      |
| 1930 | 8,509  | −2.2%  |
| 1940 | 8,772  | +3.1%  |
| 1950 | 10,402 | +18.6% |
| 1960 | 9,383  | −9.8%  |
| 1970 | 8,323  | −11.3% |
| 1980 | 8,730  | +4.9%  |
| 1990 | 9,075  | +4.0%  |
| 2000 | 9,218  | +1.6%  |
| 2010 | 8,699  | −5.6%  |